# Ани Чоинг Дролма
Ани Чоинг Дролма (непальск. आनी छोइङ डोल्मा, р. 4 июня 1971, Катманду) — непальская певица, исполнительница буддийских песнопений. С апреля 2014 года является послом доброй воли ЮНИСЕФ в Непале.

## Биография
Родилась в Катманду 4 июня 1971 года. В детстве пережила жестокое обращение со стороны отца, от которого спаслась уйдя в монастырь Наги Гомпа в возрасте 13 лет. В течение ряда лет получала уроки буддийского песнопения.
В 1994 году монастырь посетил гитарист Стив Тиббетс, вместе с которым Ани Чоинг записала большое количество тибетской музыки в 1996 году. В дальнейшем материал был выпущен на альбомах Chö (1997) и Selwa (2004).
В 2010 году Ани Чоинг выступала с концертом в Москве. В том же году вышла автобиографическая книга Ани «Так поет свобода» (в русском переводе — «Меченая»).

## Дискография
- Chö (1997) (совместно со Стивом Тиббетсом)
- Dancing Dakini (1999)
- Choying (2000)
- Moments Of Bliss (2004)
- Selwa (2004)
- Smile (2005)
- Taking Refuge (2006)
- Inner Peace (2006)
- Time (2007)
- Ama (2009)
- Matakalaa (2010)
- Inner Peace 2 (2010)
- Mangal Vani (2011)
- Clear Light (2012)
- Zariya — Ани, А. Р. Рахман, Фарах Сирадж — Coke Studio (3 сезон) на MTV (2013)[7]